# Horsfieldia carnosa
Horsfieldia carnosa là một thực vật loài ở Myristicaceae họ. Đây là loài bản địa của Brunei, Indonesia, và Malaysia.